# Superángel
Superángel es el primer álbum del grupo de rock argentino Orion's Beethoven, editado por Polydor en 1973.
El disco está mayormente estructurado en base a largos temas, como "Superángel" (todo el lado A en el LP de vinilo original), "Hijo del relámpago", o "Sinfonía No. 8 en si menor", esta última canción basada en una obra de Franz Schubert.

## Lista de canciones
Lado A
1. "Superángel"

Lado B
1. "Retrato de alguien"
2. "Hijo del relámpago"
3. "Sinfonía No. 8 en si menor (Fragmentos)"

## Personal
- Adrián Bar - guitarra, voz
- Ronan Bar - bajo, voz
- José Luis González - batería
- Loreley Bar - arte de tapa